# Juventus FC
Juventus FC är en italiensk fotbollsklubb från staden Turin i norra Italien, som spelar i Serie A. Klubbnamnet betyder ungdom på latin, och laget har flera smeknamn som exempelvis Juve, Bianconeri ("vitsvarta"), La vecchia signora ("den gamla damen").
Juventus spelar sina hemmamatcher på Juventus Stadium. Efter flera turbulenta år slog Juventus ett nytt Serie-A-rekord med 102 poäng säsongen 2013/2014 (dessutom vann laget samtliga matcher på hemmaplan).

## Historia
Juventus FC bildades den 1 november 1897 av några studenter från Massimo D'Azeglio Lyceum, och vann en föregångare till italienska ligatiteln redan 1905, men vann inte andra gången förrän 1926. 1923 tog familjen Agnelli (ägare till Fiat) över och byggde en privat hemmaplan i Villar Perosa (utanför Turin) med samtliga faciliteter.
Juventus har officiellt vunnit 36 och blivit fråntagna två titlar i samband med Serie A-skandalen 2006. Med början 1931 vann klubben fem italienska ligatitlar (scudetti) i följd. 1933 började de spela på Stadio Comunale. Efter Andra Världskriget var klubben nationellt framgångsrik och blev italienska mästare för tionde gången säsongen 1957/1958. De inledde då traditionen att placera en mästerskapsstjärna ovanför sitt klubbmärke för att symbolisera tio mästerskap, en tradition som spridit sig till andra klubbar, ligor och landslag. Sedan säsongen 2015/2016 bär de tre stjärnor eftersom de tagit mer än 30 titlar.
De vann sin första internationella titel med Uefacupen 1976/1977. Toppen i Europa nåddes 1985, när klubben vann Europacupen för mästarlag, vilket upprepades 1996. Juventus har även vunnit Cupvinnarcupen 1984 och Uefacupen två gånger till (1990 och 1993). När Juventus senare halkade ner till botten i ligan en säsong var de med i Intertotocupen 1999 för att kunna kvalificera sig till vidare Europacupspel. Juventus har vunnit 36 italienska titlar och Coppa Italia nio gånger, vilket är rekord i Italien. Juventus FC är också en av de fyra klubbarna som har vunnit ett europeiskt Grand Slam, genom vinster i Uefa Champions League, Uefacupen och Cupvinnarcupen.
Till nyligen[när?] var Juventus spelare tvungna att ha kort hår. Klubben gav dem också officiella kläder sydda av berömda skräddare och tvingade dem att göra klart sina utbildningar. Många av spelarna spelade i klubben hela karriären och när den var slut började de jobba på Fiat.
Juventus FC började med traditionen när de placerade en stjärna ovanför klubbmärket efter att ha vunnit 10 titlar 1958. Den kompletterade det reglerade systemet där regerande mästare fick bära en symbol för mästerskapet på tröjan. Säsongen 2005/2006 vann Juventus sin 30:e mästerskapstitel och skulle få ha tre stjärnor. I samband med Serie A-skandalen 2006 blev de fråntagna titeln för den säsongen och föregående år. De tog då bort sina stjärnor helt från tröjan och ersatte den med en ny slogan "30 sul campo", ungefär "30 på plan". Säsongen 2013/2014 fick de åter sin 30:e officiella ligatitel men valde ändå att spela säsongen efter utan stjärnor.
Juventus är numera ett företag, listat på Milanobörsen. Försäljningen av Zinedine Zidane till Real Madrid i Spanien är en av världens dyraste spelarförsäljningar. Real Madrid betalade 725 miljoner kronor.
Juventus spelar på hemmaplan i svartvitrandiga tröjor med svarta, alternativt vita shorts. Bortatröjorna var säsongen 2010/2011 vita och innehöll även de italienska färgerna, men har tidigare varit i de flesta färger, till exempel rosa, blåa och röda.

### Heyselkatastrofen
Den 29 maj 1985 inträffade Heyselkatastrofen under finalen av Europacupen mot Liverpool på Heyselstadion i Belgien. 39 supportrar (främst italienska) dog då en vägg på arenan kollapsade.

### Skandalen 2006
I början av maj 2006 briserade en stor skandal i italiensk fotboll där just Juventus stod i centrum. Klubbens sportchef/sportdirektör Luciano Moggi anklagades för att ha "fixat" resultat, mutat domare och styrt valet av domare till Juventus fördel.
Samma månad som anklagelserna föll avgick Moggi och hela klubbens styrelse. Månaden senare inleddes en rättegång mot Juventus, Lazio, Fiorentina och Milan. Domen föll ytterligare en månad senare (14 juli, 2006) och den innebar att Juventus flyttades ner till Serie B och att klubben förlorade ligatitlarna för säsongerna 2004/2005 och 2005/2006. Förutom detta fick Juventus även börja efterföljande säsong med 9 minuspoäng. Straffet innebar också att ett flertal spelare lämnade klubben samt att ett antal sponsorer sade upp sina kontrakt med laget. Ligasegern 2005/2006 var lagets trettionde seger, men eftersom de fråntogs två segrar hade de inte rätt att placera en tredje mästerskapsstjärna över lagmärket. De valde då att skriv "30 sul campo", ungefär "30 på plan" över klubbmärket.
Den tidigare klubbdirektören Luciano Moggi blev avstängd från fotbollen i fem år.
Trots detta lyckades klubben vinna Serie B och spelade säsongen 2007/2008 än en gång i Serie A. På senaste tid har Juventus dominerat i den italienska ligan. Säsongen 2019/20 vann klubben ligan för nionde säsongen i rad.

## Spelare

### Truppen
| 1  | Italien | Mattia Perin        | 10 november 1992 | Genoa (-18)   |
| 23 | Italien | Carlo Pinsoglio     | 16 mars 1990     | Vicenza (-14) |
| 29 | Italien | Michele Di Gregorio | 27 juli 1997     | Monza (-24)   |

| 3  | Brasilien | Gleison Bremer  | 18 mars 1997     | Torino (-22)          |
| 4  | Italien   | Federico Gatti  | 24 juni 1998     | Frosinone (-22)       |
| 6  | Brasilien | Danilo          | 15 juli 1991     | Manchester City (-19) |
| 27 | Italien   | Andrea Cambiaso | 20 februari 2000 | Genoa (-22)           |
| 32 | Colombia  | Juan Cabal      | 8 januari 2001   | Hellas Verona (-24)   |
| 40 | Sverige   | Jonas Rouhi     | 7 januari 2004   | Juventus U23 (-24)    |
| 19 | Italien   | Nicolò Savona   | 19 mars 2003     | Juventus U23 (-24)    |

| 5  | Italien       | Manuel Locatelli | 8 januari 1998   | Sassuolo (-23)            |
| 8  | Nederländerna | Teun Koopmeiners | 28 februari 1998 | Atalanta (-20)            |
| 16 | USA           | Weston McKennie  | 28 augusti 1998  | Schalke 04 (-20)          |
| 17 | Italien       | Vasilije Adžić   | 12 maj 2006      | Buducnost Podgorica (-24) |
| 18 | Brasilien     | Arthur           | 12 augusti 1996  | Barcelona (-20)           |
| 19 | Frankrike     | Khéphren Thuram  | 26 mars 2001     | Nice (lån) (-20)          |
| 21 | Italien       | Nicolò Fagioli   | 12 februari 2001 | Juventus U23 (-21)        |
| 22 | USA           | Timothy Weah     | 22 februari 2000 | Lille (-23)               |
| 26 | Brasilien     | Douglas Luiz     | 9 maj 1998       | Aston Villa (-24)         |

| 7  | Portugal  | Francisco Conceição | 14 december 2002 | Porto (lån) (-24)      |
| 9  | Serbien   | Dušan Vlahović      | 28 januari 2000  | FIorentina (-22)       |
| 10 | Turkiet   | Kenan Yildiz        | 4 maj 2005       | Juventus U23 (-23)     |
| 21 | Argentina | Nico González       | 6 april 1998     | Fiorentina (lån) (-24) |
| 14 | Polen     | Arkadiusz Milik     | 28 februari 1994 | Marseille (-23)        |